# عبد الحسين الأميني
عبد الحسين بن أحمد الأميني التبريزي النجفي (1320 هـ - 1390 هـ / 1902 م - 1971 م). هو رجل دين ومُؤلّف شيعي إيراني يُلقّب بلقب العلامة الأميني وهو مشهورٌ لتأليف موسوعة الغدير في الكتاب والسنة والأدب الذي ناقش فيه قضية الغدير ودون كثيراً مما يرتبط بذلك من الأحاديث والشعر مع تراجم للشعراء الناظمين حول الغدير، وسعيه لإثبات خلافة علي بن أبي طالب بعد رسول الإسلام محمد. من آثاره إنشاؤه مكتبة في النجف سماها مكتبة أمير المؤمنين جمع فيها ما يقرب من أربعين ألف كتاب بينها مئات المخطوطات وجعلها مكتبة عامة، وينقل أن النظام العراقي - في فترة حكم حزب البعث - قد صادر محتوياتها.

## ولادته وحياته
هو عبد الحسين بن أحمد الأميني التبريزي النجفي، ولد عام 1320 هـ في تبريز الإيرانية، وهو رجل دين ومُؤلّف شيعي، ويُلقّب بالعلامة الأميني، واشتهر بتأليف موسوعة الغدير في الكتاب والسنة والأدب الذي ناقش فيه قضية الغدير ودوّن كثيراً مما يرتبط بذلك من الأحاديث والشعر مع تراجم للشعراء الناظمين حول الغدير.
انتقل إلى النجف وتوطّن بها سنين طويلة، حضر فيها دروس محمد الفيروزآبادي وأبو تراب الخونساري وعلي الشيرازي وغيرهم. وتوفي ظهر يوم الجمعة 28 ربيع الأول سنة 1390 هـ في طهران، وقد نقل جثمانه إلى النجف ودفن في غرفة بالقرب من مكتبة أمير المؤمنين التي أسَّسها.

## أقوال العلماء فيه
من أقوال العلماء عنه:
- أبو الحسن الأصفهاني قال واصفاً كتاب ( الغدير ): | عبد الحسين الأميني | حفظ الله العلامة الأمين الأميني، رجل العلم والأدب. اسأل الله تعالى أن يُؤيده ويعينه على جهاده في سبيل نشر مصالح الأمة. | عبد الحسين الأميني |
- قال حسين القمي : | عبد الحسين الأميني | العالم العليم، البارع المتبحر الكامل | عبد الحسين الأميني |
- وتحدث عن كتابه محمد سعيد دحدوح قائلا :| عبد الحسين الأميني | إنّ كتاب الغدير أرسى أموراً، وأزال، وأثبت حقائق، وبرهن أشياء كنا نجهلها. | عبد الحسين الأميني |
- وقال محمد هادي الأميني:| عبد الحسين الأميني | ينبغي قبل كل شئ أن أبين حقيقة مهمة هي أنّ جميع ما أبديه هنا لا أبديه باعتبار البنوة والأبوة التي تربطني بوالدي سماحة شيخنا الأميني، بل إنّ السعي والجهد الذي بذله لو كان أي شخص آخر بذله لقابلت عمله بالإجلال والإكبار، ولقبلت يديه ورجليه، تقديراً لجهاده وجهوده المخلصة | عبد الحسين الأميني |

## وفاته
توفي ظهر يوم الجمعة 28 ربيع الأول سنة 1390 هـ في طهران، وقد نقل جثمانه إلى النجف ودفن في غرفة بالقرب من مكتبة أمير المؤمنين التي أسَّسها.

## مؤلفاته
| المطبوعات - الغدير في الكتاب والسنة والأدب. موسوعةٌ في عدة مجلدات؛ جمع فيها كل ما يتعلق بيوم غدير خم من حديث وشعر وترجم فيه لشعراء الغدير. وقد ذكره الطهراني في الذريعة. - شهداء الفضيلة. ترجم فيه لمن قتلوا من رجال الدين الشيعة. - تفسير فاتحة الكتاب. هو أوَّل ما كتبه الأميني، وأوَّل ما طُبع له، وهو في فصلين؛ أحدهما في تفسير السورة، والآخر في بيان ما يُستفاد منها في التوحيد، والقضاء والقدر، والجبر والتفويض. - سيرتنا وسنّتنا. هي محاضرات ألقاها في سوريا، ثم دُوِّنت في هذا الكتاب، وتحتوي مناقشات حول مشروعية المآتم الحسينيَّة والسجود على التربة الحسينية. - ثمرات الأسفار. يحتوي على مقتطفات من الكتب التي طالعها بمكتبات الهند وسوريا وإيران. - أدب الزائر لمن يمم الحائر. رسالة أخلاقيَّة مختصرة فيما ينبغي أن يتحلَّى به الزائر لكربلاء. - المقاصد العلية في المطالب السنية. تفسيرٌ لبعض الآيات القرآنيَّة، وقد طُبع مؤخراً. - فاطمة الزهراء. محتوى الكتاب في الأساس محاضرات ألقاها باللغة الفارسيَّة في طهران حين كان يذهب إليها في كل صيف، ثم دُوِّنت هذه المحاضرات وجُمعت في هذا الكتاب. وقد ترجم محمد شعاع فاخر الكتاب إلى العربية بعنوان فاطمة الزهراء أم أبيها. | المخطوطات - رجال آذربيجان. فيه ترجمة لمائتين وأربعة وثلاثين عالماً وأديباً وشاعراً من رجال آذربايجان، مرتَّباً على حروف التهجي، أوَّلهم: ميرزا إبراهيم بن أبي الفتح الزنجاني، وآخرهم: عز الدين يوسف بن الحسن التبريزي الحلاوي. - رياض الأنس. في مجلَّدين ضخمين؛ الأوَّل منه في بعض الآثار الفكرية من النظم والنثر، العربي منه والفارسي لجمع من أعلام الشعر، بالإضافة إلى بعض الحوادث التأريخية، أمَّا الثاني فيحتوي على مقتطفات من التفسير والحديث والتأريخ والآراء والمعتقدات. - رسالة في النية. - رسالة في حقيقة الزيارة. جوابٌ لبعض علماء باكستان. - المجالس. |

## مصادر

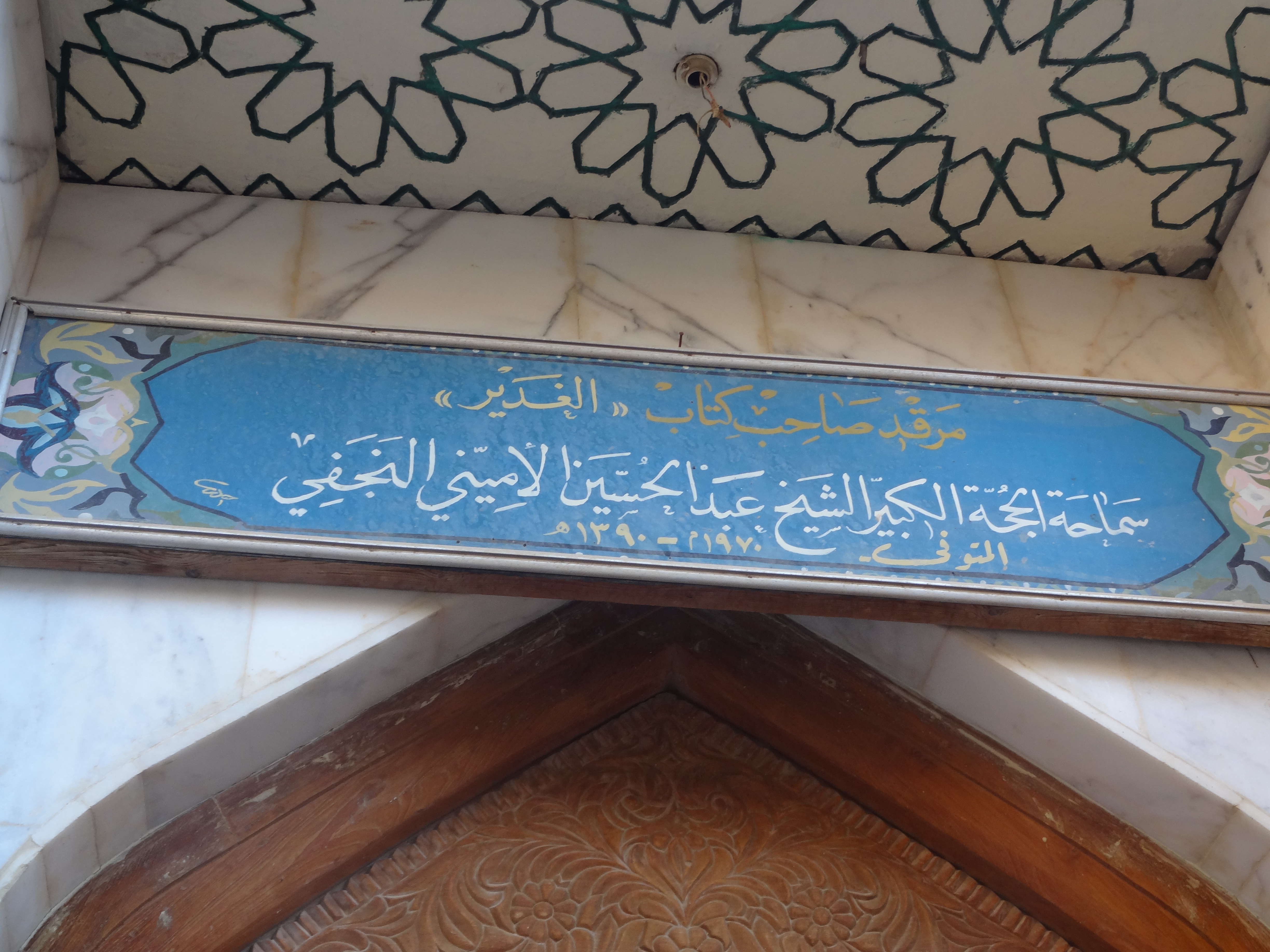
لافتة خارج الغرفة التي دُفن فيها الأميني بالنجف.